# Wassertrüdingen

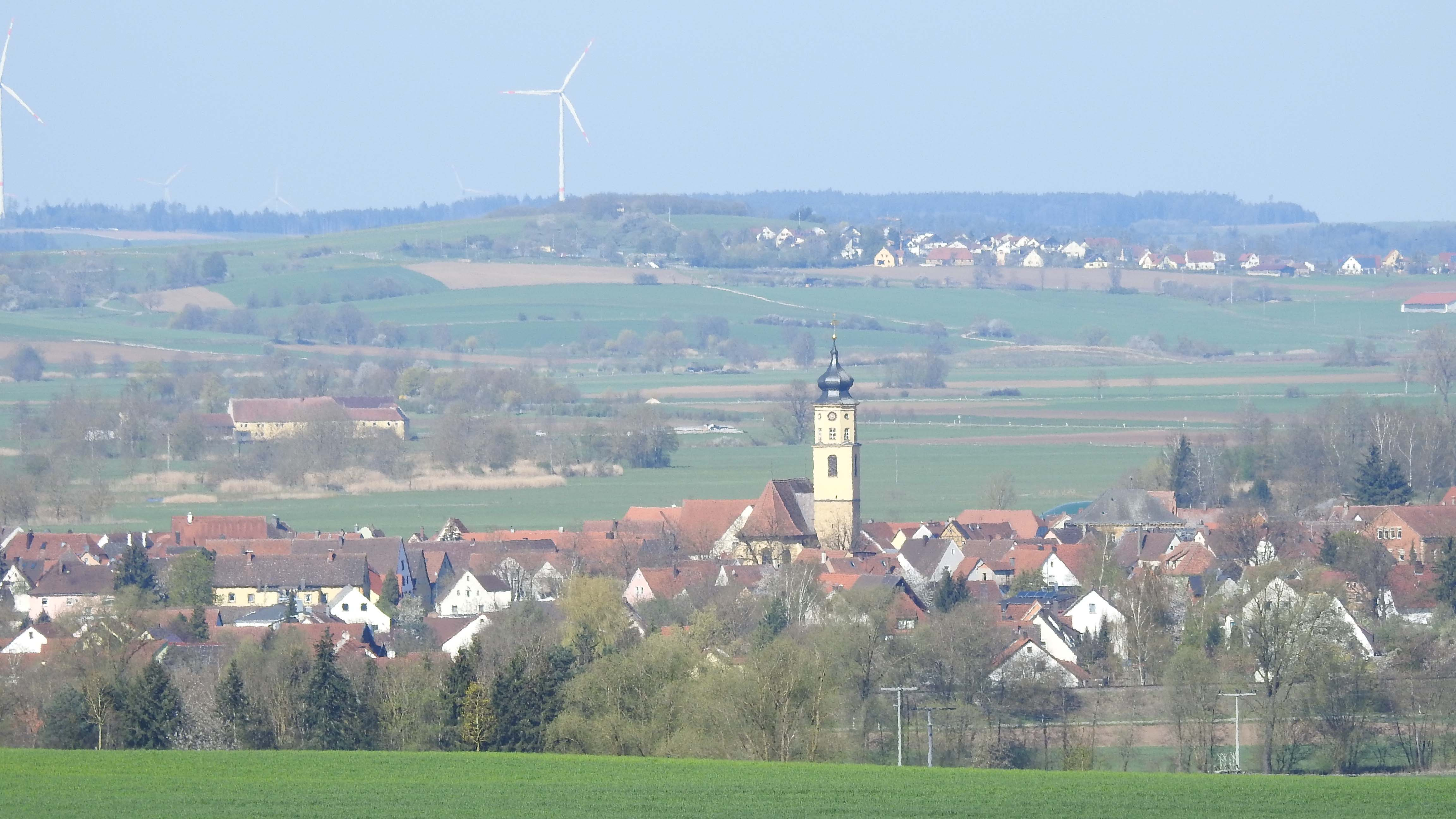
Wassertrüdingen von Osten

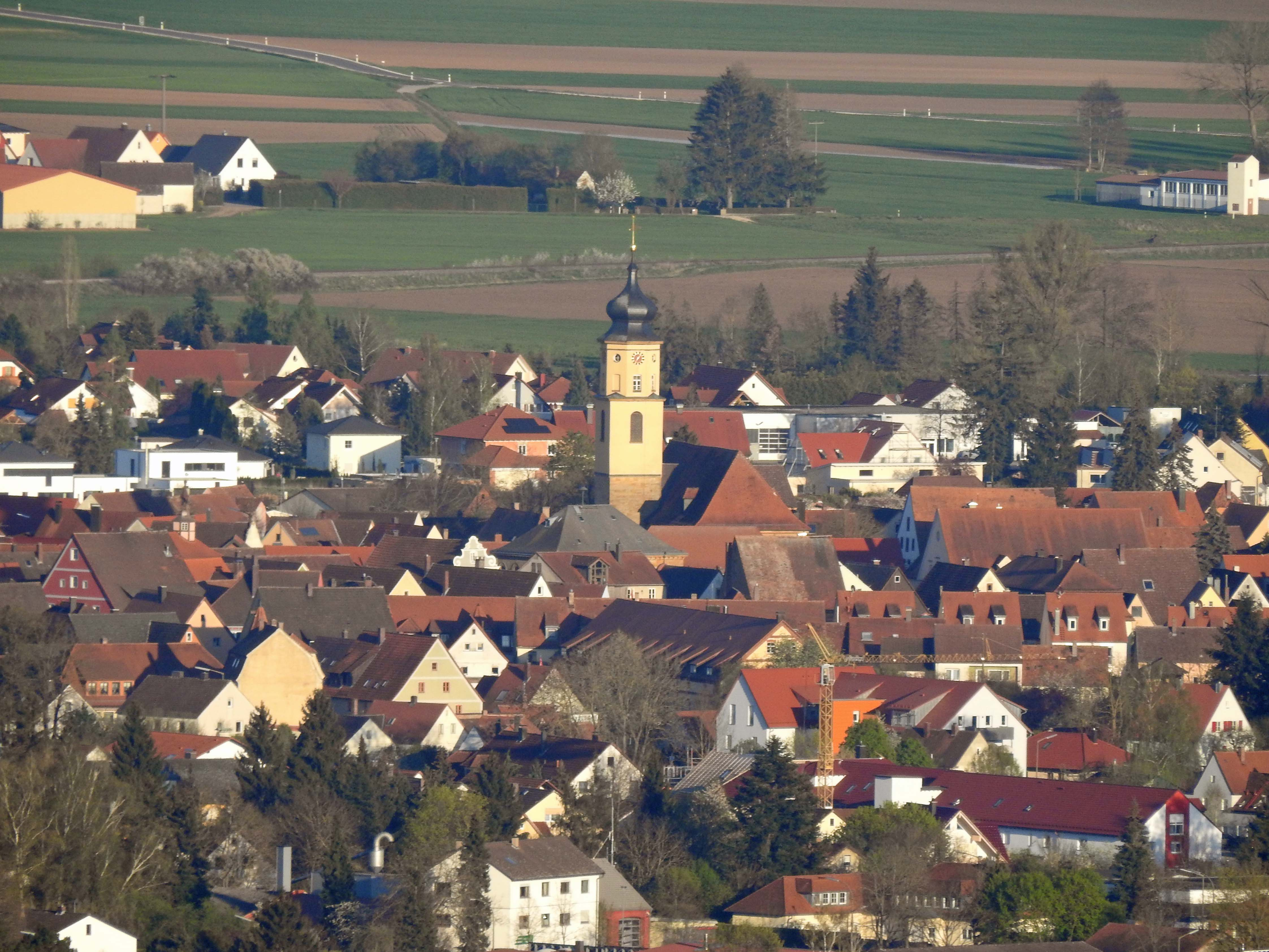
Wassertrüdingen von Nordwesten – Blick vom Hesselberg

Wassertrüdingen (ⓘ) ist eine Stadt im mittelfränkischen Landkreis Ansbach in Bayern und zählt zur Metropolregion Nürnberg.

## Geographie

### Geographische Lage
Das ehemalige Markgrafenstädtchen Wassertrüdingen liegt oberhalb von 420 m ü. NHN an der aus dem Westen in breitem Tal heranziehenden Wörnitz, die hier von Norden den Lentersheimer Mühlbach aufnimmt und dann nach Süden abknickt. In westnordwestlicher Richtung erstreckt sich von der Stadt aus über mehr als sieben Kilometer das bis zu 689 m ü. NHN hohe kleine Massiv des Hesselbergs, ein Jura-Zeugenberg und einziger Berg Frankens, der einen Blick auf die Alpen bietet. Etwa 15 Kilometer im Nordosten beginnt bei Gunzenhausen das Fränkische Seenland. Im Osten läuft der Hahnenkamm aus. Südwestlich Wassertrüdingens liegen die weiten Waldhöhen des Oettinger Forsts.
Die Stadt liegt an der Deutschen Ferienstraße Alpen–Ostsee.

### Gemeindegliederung

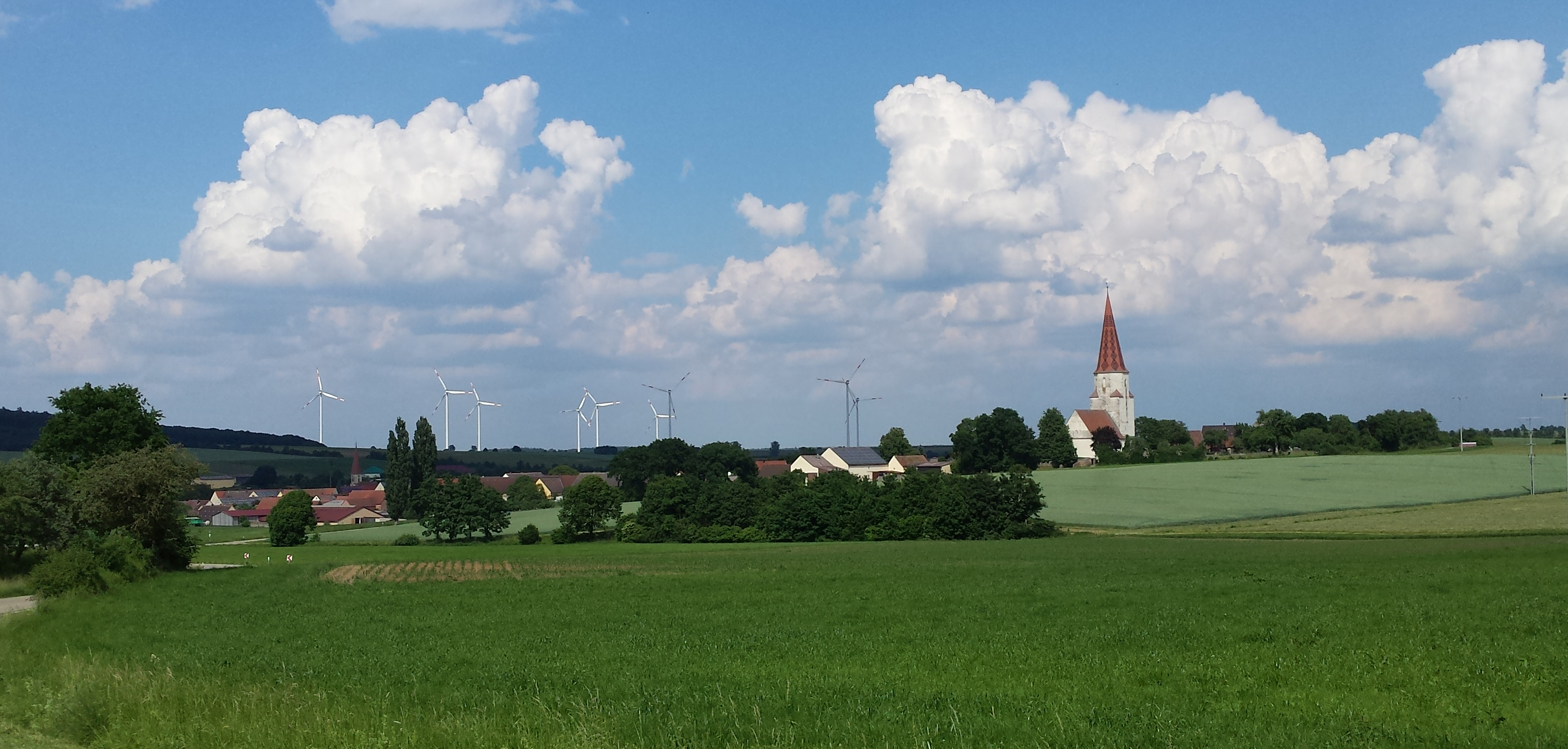
Gemeindeteil Obermögersheim im Juni 2016

Es gibt 17 Gemeindeteile (in Klammern ist der Siedlungstyp angegeben):
- Altentrüdingen (Kirchdorf)
- Eisler (Einöde)
- Fallhaus (Einöde)
- Fürnheim (Kirchdorf)
- Geilsheim (Pfarrdorf)
- Goschenhof (Weiler)
- Hertleinsmühle (Einöde)
- Himmerstall (Weiler)
- Laufenbürg (Einöde)
- Oberaumühle (Einöde)
- Obermögersheim (Pfarrdorf)
- Reichenbach (Dorf)
- Schobdach (Kirchdorf)
- Stahlhöfe (Weiler)
- Stockaumühle (Einöde)
- Wassertrüdingen (Hauptort)
- Zollhaus (Einöde)

Auf dem Gemeindegebiet befanden sich die Einöden Buchhof, Forsthöfe und Schafhof, die mittlerweile allesamt abgebrochen wurden.
Es gibt sieben Gemarkungen (Stand: 1. November 2019):
| Gemarkung                               | Einwohner (nur Hauptwohnsitz) |
| --------------------------------------- | ----------------------------- |
| Wassertrüdingen                         | 4442                          |
| Altentrüdingen mit Eisler               | 0203                          |
| Fürnheim mit Goschenhof und Himmerstall | 0365                          |
| Geilsheim mit Oberaumühle               | 0538                          |
| Obermögersheim mit Laufenbürg           | 0551                          |
| Reichenbach mit Stahlhöfe               | 65                            |
| Schobdach                               | 0153                          |

Die Gemarkung Wassertrüdingen hat eine Fläche von 8,776 km². Sie ist in 2449 Flurstücke aufgeteilt, die eine durchschnittliche Fläche von 3583,43 m² haben. In ihr liegen neben dem namensgebenden Ort die Gemeindeteile Fallhaus und Hertleinsmühle.

### Nachbargemeinden
Nachbargemeinden sind von Norden beginnend im Uhrzeigersinn:
- Gunzenhausen
- Gnotzheim
- Westheim
- Auhausen
- Fremdingen
- Weiltingen
- Gerolfingen
- Röckingen
- Ehingen
- Unterschwaningen

### Klima

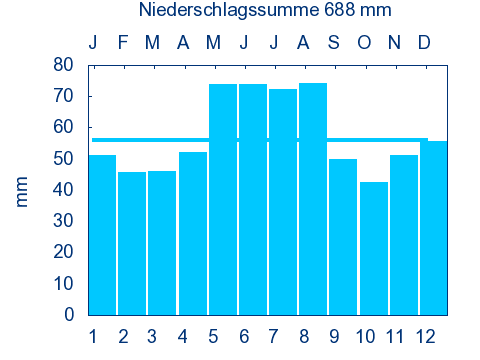
Diagramm Niederschlagsmittelwerte Wassertrüdingen für den Zeitraum von 1961 bis 1990
Niederschlagsdiagramm für Wassertrüdingen (blaue Kurve) vor den Mittelwerten (Quantilen) für Deutschland (grau)

Die durchschnittliche Niederschlagsmenge in Wassertrüdingen beträgt 688 mm pro Jahr.

## Geschichte

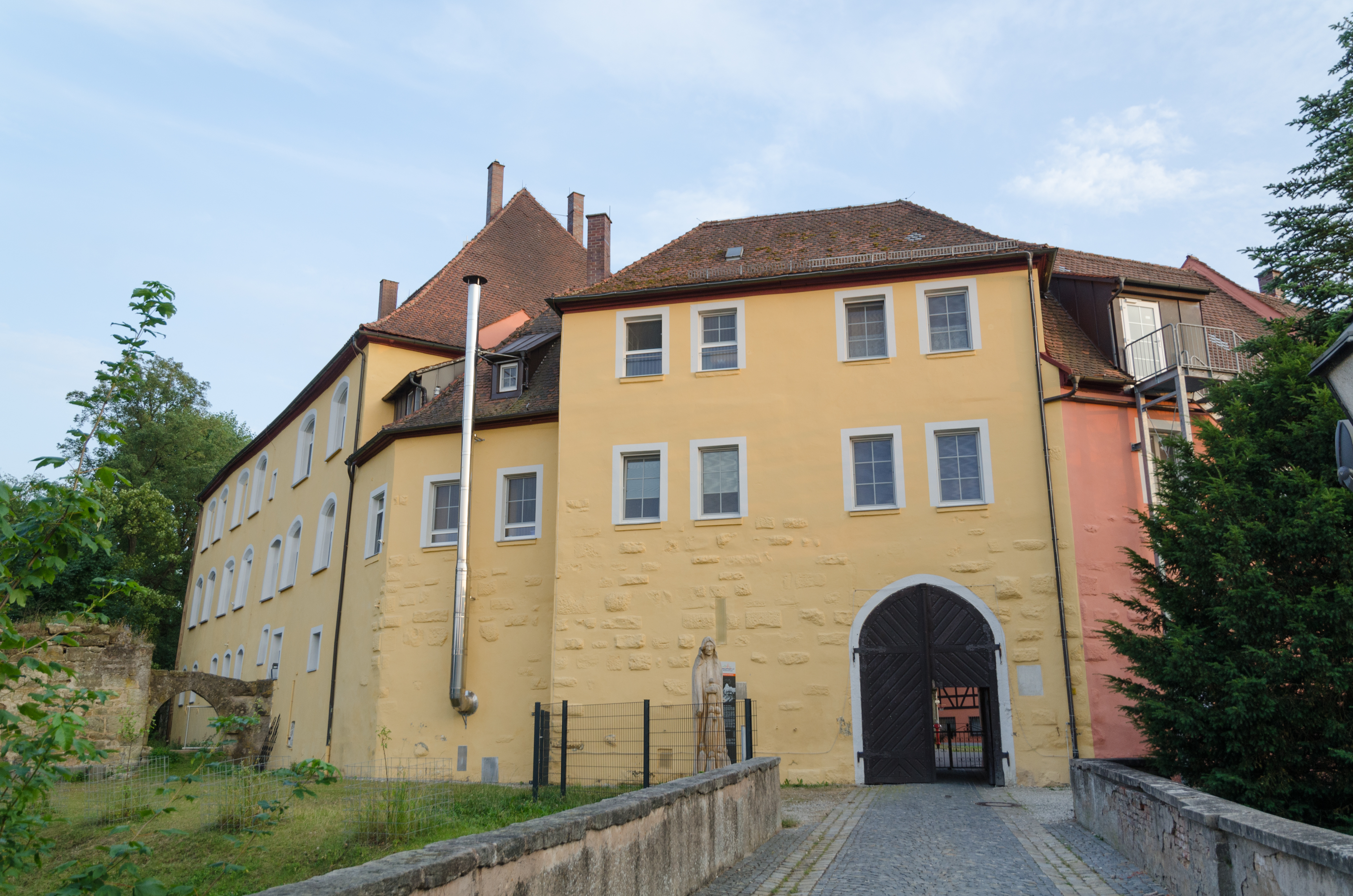
Schloss Wassertrüdingen

Wassertrüdingen entstand im Hochmittelalter als Wasserburg. Im Gegensatz zu Altentrüdingen, dem Stammsitz der Edelfreien von Truhendingen (Burg Altentrüdingen) und deren später errichteten Burg Hohentrüdingen erhielt diese Neugründung an der Wörnitz den Namen Wassertrüdingen. Als Erbauer der Burg werden die Burgmänner der Herren von Truhendingen die „Fricken von Wassertrüdingen“ genannt. Bereits 1242 traten die Herrn von Truhendingen die Burg an die Grafen von Oettingen ab, die von Bischof Philipp von Eichstätt damit belehnt wurden. Dies ist zugleich die erste urkundliche Erwähnung des Ortes. Unter dem Einfluss der Grafen von Oettingen entwickelte sich rasch eine Ansiedlung, die erstmals 1242 erwähnt wurde. Bereits 1366 verkaufte Graf Ludwig Junior von Oettingen die Stadt, Schloss und Burg Wassertrüdingen an Georg von Hohenlohe. Durch Streitigkeiten mit den Herren von Oettigen verkaufte schließlich Georgs Bruder, Gerlach von Hohenlohe 1371 die Burg und Stadt Wassertrüdingen zusammen mit Altentrüdingen an die Burggrafen von Nürnberg. Das burggräfliche Amt Wassertrüdingen wurde im 15. Jahrhundert in deren Rechtsnachfolge das markgräfliche Oberamt Wassertrüdingen. 1528 wurde die Reformation eingeführt.
1623 wurden in der Zeit der Hexenverfolgung drei Frauen als angebliche Hexen in Wassertrüdingen angeklagt, von denen zwei hingerichtet wurden (Helena Kuch, Apollonia Güttinger) und eine des Landes verwiesen wurde (Barbel Förßnerin). Am 24. August 1634 brannten kurbayrische Truppen unter Johann von Werth im Dreißigjährigen Krieg die Stadt nieder. Nach dem großen Krieg wurden die Stadt und ihr Umfeld Zufluchtsort zahlreicher Glaubensflüchtlinge aus Österreich, die als Folge der Gegenreformation vertrieben worden waren und am Wiederaufbau mitwirkten. Die Napoleonischen Kriege brachten der Stadt, bedingt durch Truppendurchzüge und Einquartierungen, Ausgaben und Kriegsschulden.
Wassertrüdingen lag im Fraischbezirk des ansbachischen Oberamtes Wassertrüdingen. Das Stadtregiment übte der Bürgermeister und Rat Wassertrüdingen aus. Gegen Ende des 18. Jahrhunderts gab es 345 Anwesen. Grundherren waren folgende ansbachische Ämter:
- Kastenamt Wassertrüdingen (1 Stadtmühle, 1 Walkmühle, 1 Ziegelhütte, 1 Gut mit Bleiche, 8 Wirtschaften mit Braurecht, 99 Häuser, 1 Zweidrittelhaus, 194 Halbhäuser, 1 Drittelhaus, 27 Viertelhäuser, 8 Tropfhäuslein)
- Armenstiftung Wassertrüdingen (1 Armen- und Siechenhaus)
- Verwalteramt Auhausen (2 Halbhäuser).

Neben diesen Anwesen gab es noch ein Schloss, eine Fronveste mit Gerichtsdienerwohnung, ein Dekanatshaus, ein Kaplaneihaus, eine Stadtpfarrkirche, eine Kapelle, eine Synagoge, ein Rathaus, ein Schulhaus, ein Hirtenhaus, zwei Torhäuser, ein Brechhaus und ein Schießhaus. Von 1797 bis 1808 unterstand der Ort dem Justiz- und Kammeramt Wassertrüdingen.
1806 kam Wassertrüdingen an das Königreich Bayern. Infolge des Gemeindeedikts wurde 1809 der Steuerdistrikt Wassertrüdingen gebildet, zu dem Altentrüdingen, Baudenhart, Fallhaus, Stockaumühle und Walkmühle gehörten. Zugleich entstand die Munizipalgemeinde Wassertrüdingen, zu der Baudenhart und Walkmühle gehörten. Sie war in Verwaltung und Gerichtsbarkeit dem Landgericht Wassertrüdingen zugeordnet und in der Finanzverwaltung dem Rentamt Wassertrüdingen (1919 in Finanzamt Wassertrüdingen umbenannt, 1932–1973 Finanzamt Gunzenhausen, seit 1973 Finanzamt Ansbach). Die Verwaltung übernahm 1862 das neu geschaffene Bezirksamt Dinkelsbühl (1939 in Landkreis Dinkelsbühl umbenannt). Die Gerichtsbarkeit blieb beim Landgericht Wassertrüdingen (1879 in Amtsgericht Wassertrüdingen umbenannt), von 1956 bis 1970 war das Amtsgericht Gunzenhausen zuständig und von 1970 bis 1973 das Amtsgericht Dinkelsbühl, das seit 1973 eine Zweigstelle des Amtsgerichtes Ansbach ist. Mit der Auflösung des Landkreises Dinkelsbühl im Jahr 1972 kam Wassertrüdingen an den Landkreis Ansbach. Die Gemeinde hatte 1964 eine Gebietsfläche von 8,763 km².
Zur Volkszählung im Jahr 1925 waren 1623 Einwohner der Gemeinde evangelischen, 122 katholischen und 28 mosaischen Glaubens.
Im März 1932 wurde der Kaufmann und Ortsgruppenleiter der NSDAP sowie Kreisleiter des NSDAP-Kreises Wassertrüdingen Ernst Ittameier erster Bürgermeister. Es war der erste nationalsozialistische Bürgermeister Mittelfrankens.

### Eingemeindungen
| Ehemalige Gemeinde | Einwohner (1970) | Datum        |
| ------------------ | ---------------- | ------------ |
| Altentrüdingen     | 237              | 1. Juli 1971 |
| Fürnheim           | 262              | 1. Mai 1978  |
| Geilsheim          | 653              | 1. Mai 1978  |
| Obermögersheim     | 545              | 1. Juli 1972 |
| Reichenbach        | 089              | 1. Juli 1971 |
| Schobdach          | 158              | 1. Juli 1971 |

### Einwohnerentwicklung
Im Zeitraum 1988 bis 2018 stieg die Einwohnerzahl von 5574 auf 6041 um 467 Einwohner bzw. um 8,4 %.
Gemeinde Wassertrüdingen
| Jahr      | 1818   | 1840   | 1852   | 1861   | 1867   | 1871   | 1875   | 1880   | 1885   | 1890   | 1895   | 1900   | 1905   | 1910   | 1919   | 1925   | 1933   | 1939   | 1946   | 1950   | 1961   | 1970   | 1987   | 1995 | 2005 | 2016   |
| Einwohner | 1769   | 1948   | 1828   | 1746   | 1763   | 1734   | 1694   | 1773   | 1767   | 1797   | 1772   | 1776   | 1806   | 1910   | 1870   | 1775   | 1736   | 1666   | 2618   | 2989   | 3024   | 3434   | 5600   | 6326 | 6138 | 6023   |
| Häuser    | 388    | 261    |        |        |        | 261    |        |        | 270    | 281    |        | 311    |        |        |        | 350    |        |        |        | 350    | 494    |        | 1347   |      |      | 1616   |
| Quelle    | [ 24 ] | [ 25 ] | [ 26 ] | [ 27 ] | [ 28 ] | [ 29 ] | [ 30 ] | [ 31 ] | [ 32 ] | [ 33 ] | [ 26 ] | [ 34 ] | [ 26 ] | [ 35 ] | [ 26 ] | [ 19 ] | [ 26 ] | [ 26 ] | [ 26 ] | [ 36 ] | [ 18 ] | [ 37 ] | [ 38 ] |      |      | [ 39 ] |

Ort Wassertrüdingen
| Jahr      | 1818   | 1840   | 1861   | 1871   | 1885   | 1900   | 1925   | 1950   | 1961   | 1970   | 1987   | 2006   | 2016   | 2023   |
| Einwohner | 1760   | 1933   | 1720   | 1721   | 1757   | 1769   | 1763   | 2974   | 3014   | *3425  | 3722   | †4314  | †4227  | †4672  |
| Häuser    | 386    | 258    |        |        | 268    | 309    | 348    | 347    | 491    |        | 847    |        |        |        |
| Quelle    | [ 24 ] | [ 25 ] | [ 27 ] | [ 29 ] | [ 32 ] | [ 34 ] | [ 19 ] | [ 36 ] | [ 18 ] | [ 37 ] | [ 38 ] | [ 40 ] | [ 40 ] | [ 41 ] |

## Politik

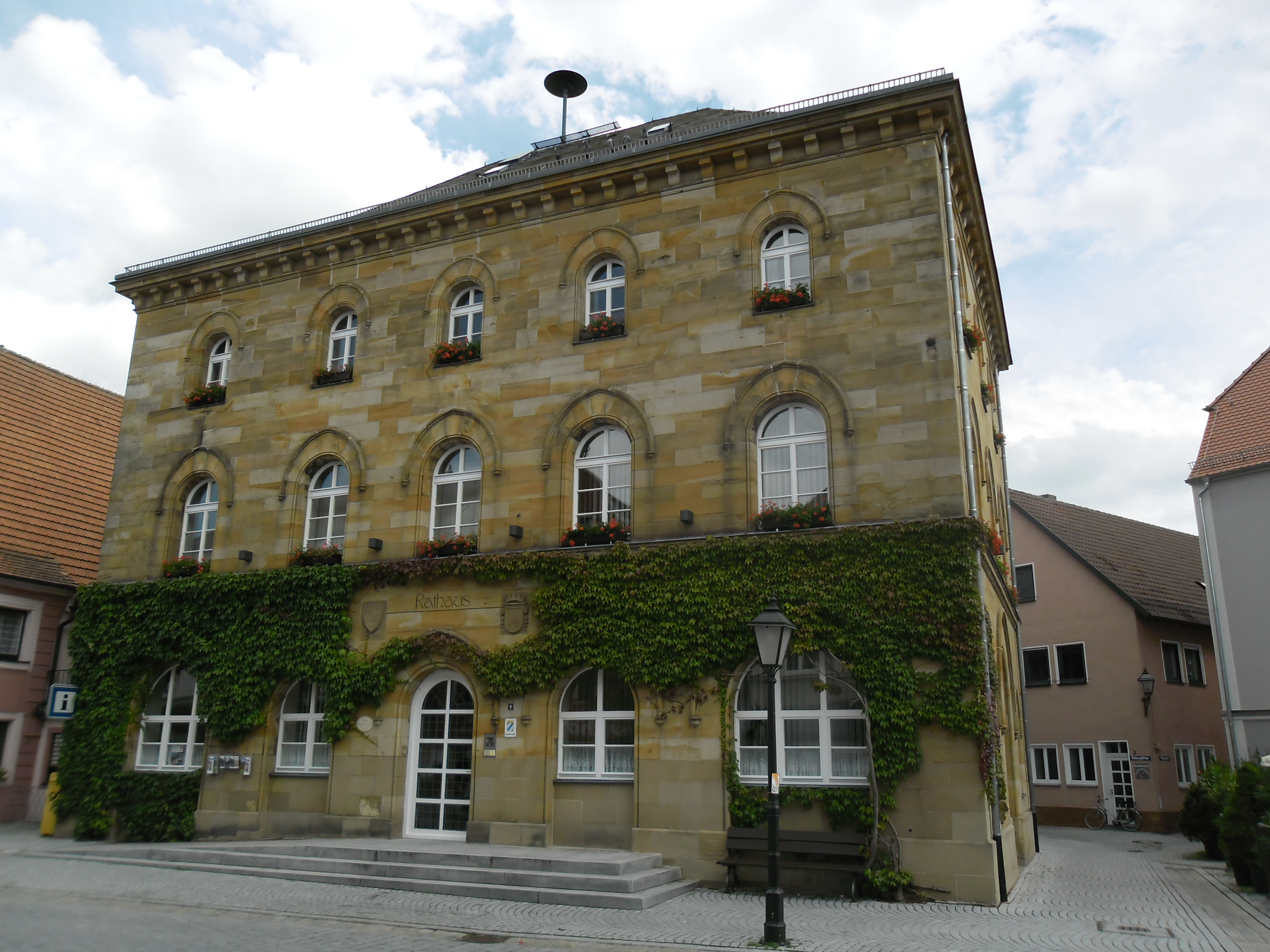
Rathaus Wassertrüdingen

### Stadtrat
Die Stadtratswahlen seit 2002 ergaben folgende Stimmenanteile bzw. Sitzverteilungen:
| Partei/Liste        | Sitze | Sitze | Sitze | Sitze |
| Partei/Liste        | 2020  | 2014  | 2008  | 2002  |
| CSU                 | 11    | 13    | 13    | 13    |
| SPD                 | 7     | 5     | 5     | 5     |
| Grüne               | 2     | –     | –     | –     |
| Kommunales Forum 96 | –     | 2     | 2     | 2     |

Von 2016 bis 2018 gab es eine von der CSU abgespaltene CSU-Bürgerliste mit sechs Mandaten.

### Bürgermeister
Im November 2018 wurde Stefan Ultsch (SPD) mit 66,75 % der Stimmen zum Ersten Bürgermeister gewählt. Ihm unterlag der CSU-Kandidat Rainer Breit mit 33,25 %. Die Wahlbeteiligung betrug 62,30 %. Vorgänger war seit 2008 Günther Babel (CSU).

### Wappen und Flagge
Wappen
| Wappen von Wassertrüdingen | Blasonierung: „Geviert; 1 und 4: in Rot eine vierfüßige goldene Truhe mit Pultdeckel und Schlossblech, 2 und 3: wieder geviert, 2 von Schwarz und Silber, 3 von Silber und Schwarz“ |
| Wappen von Wassertrüdingen | Wappenbegründung: Das Wappenbild ist in dem Abdruck eines Siegels von 1387 erstmals überliefert. Die Truhen stehen redend für den Ortsnamen, der sich tatsächlich aber vom Personennamen Truhtmund ableitet. Die Vierung von Silber und Schwarz ist die sogenannte Zollernvierung. Seit 1371 übten die fränkischen Hohenzollern (Burggrafschaft Nürnberg, Brandenburg-Ansbach) die Herrschaft über Wassertrüdingen aus. |

Flagge
Die Gemeindeflagge ist schwarz-weiß.

### Gemeindepartnerschaften
Seit 1982 besteht eine Partnerschaft mit der Gemeinde Bellac in der französischen Region Nouvelle-Aquitaine.

## Kultur und Sehenswürdigkeiten

### Bauwerke
Auf dem Hesselberg befindet sich der gleichnamige Sendedeturm  der Deutschen Telekom mit einem Stahlfachwerkturm als Unterbau. Er ist als Hybridturm ausgeführt.
Im Stadtkern steht die evangelisch-lutherische Stadtkirche Heilige Dreieinigkeit. Sie wurde zwischen 1738 und 1740 von Leopoldo Retti als dritte Residenzkirche im Markgrafenstil erbaut. Der Chorraum geht auf die gotische Vorgängerkirche zurück. Im Innern ist ein wertvoller Flügelaltar aus der Zeit um 1500 mit Motiven aus der Weihnachtsgeschichte. Im Turm der Stadtkirche befindet sich eine renovierte Türmerwohnung.

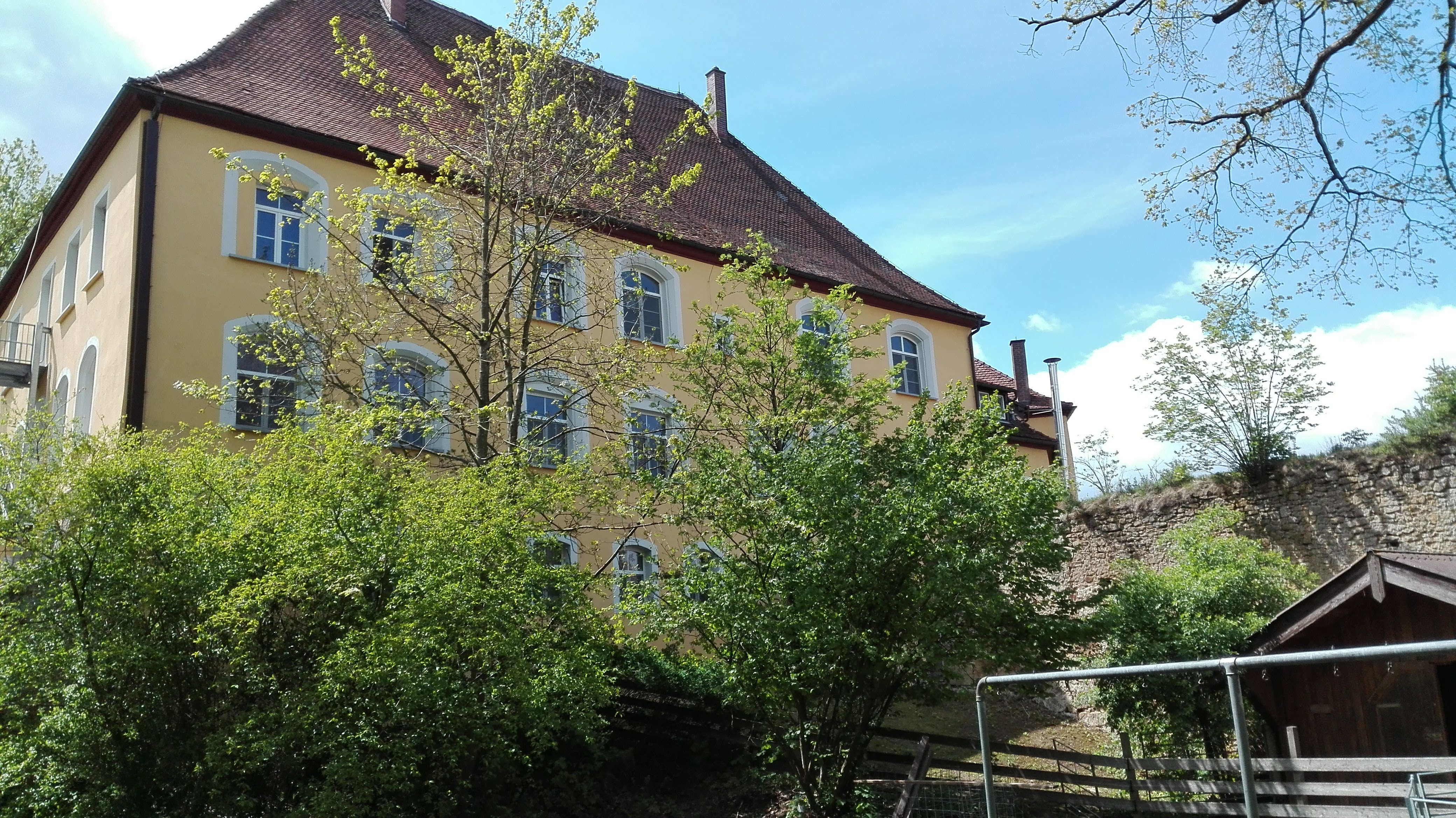
Schloss Wassertrüdingen
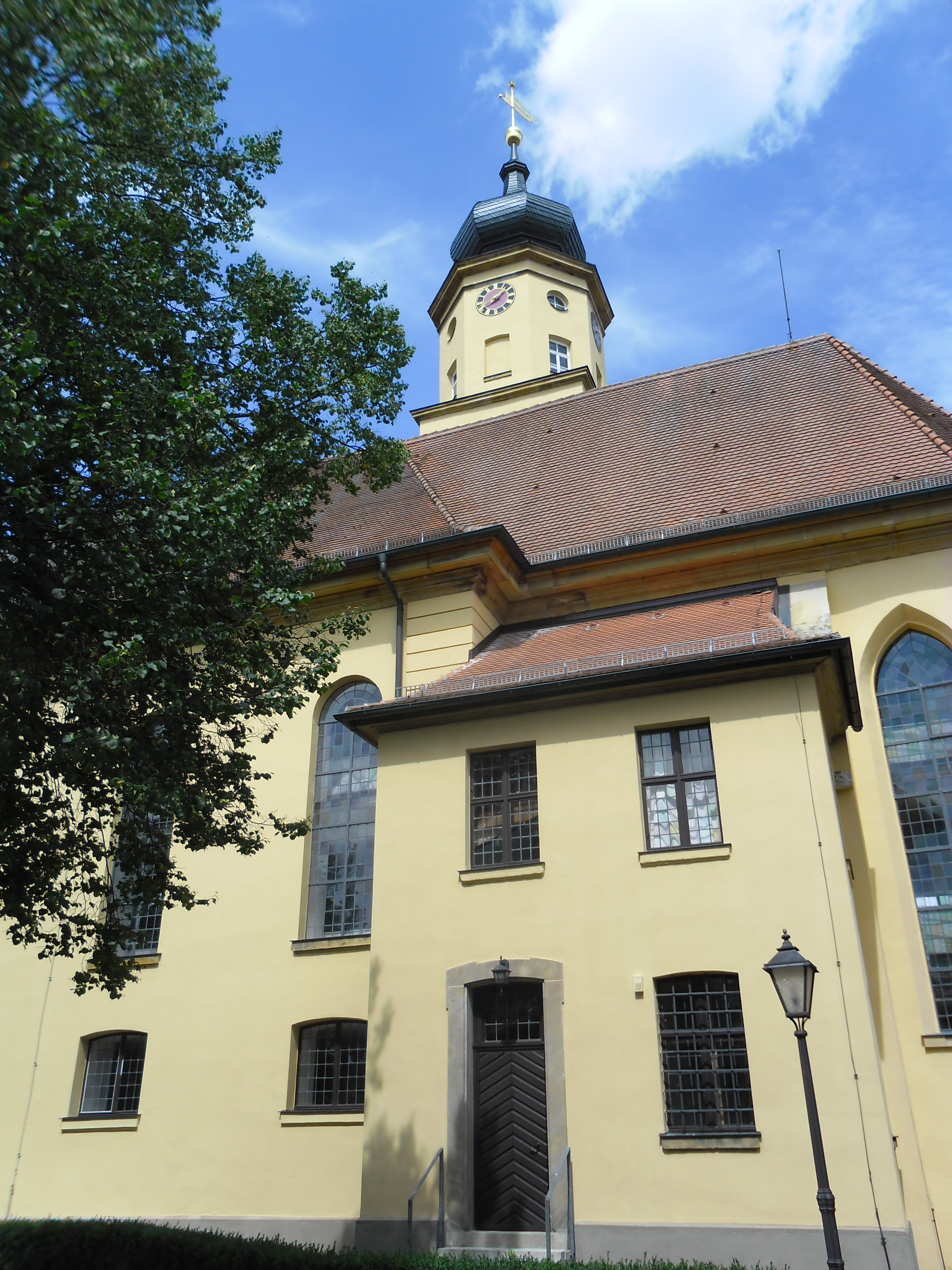
Evangelische Stadtkirche Heilige Dreieinigkeit
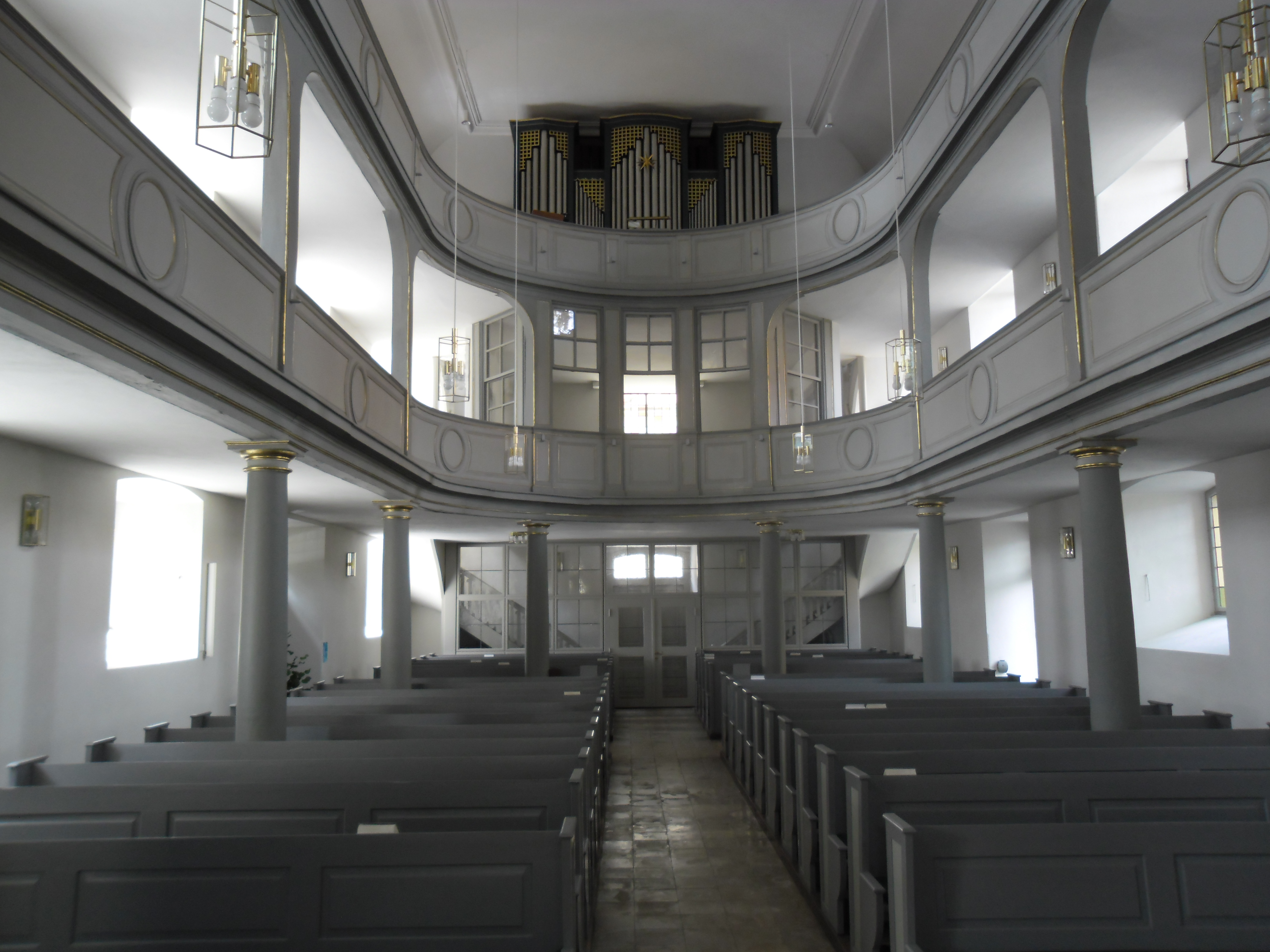
Stadtkirche von Innen
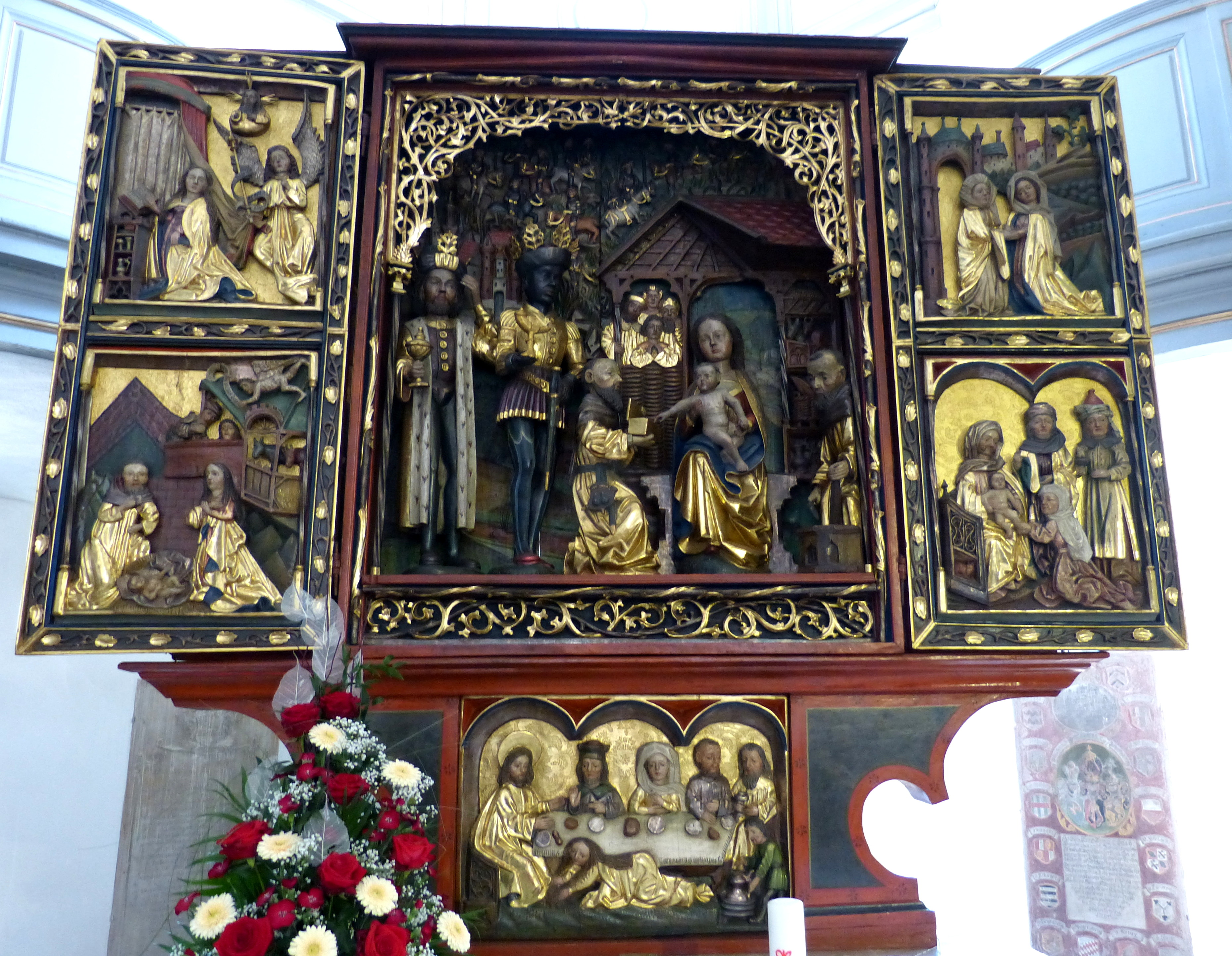
Altar der Stadtkirche
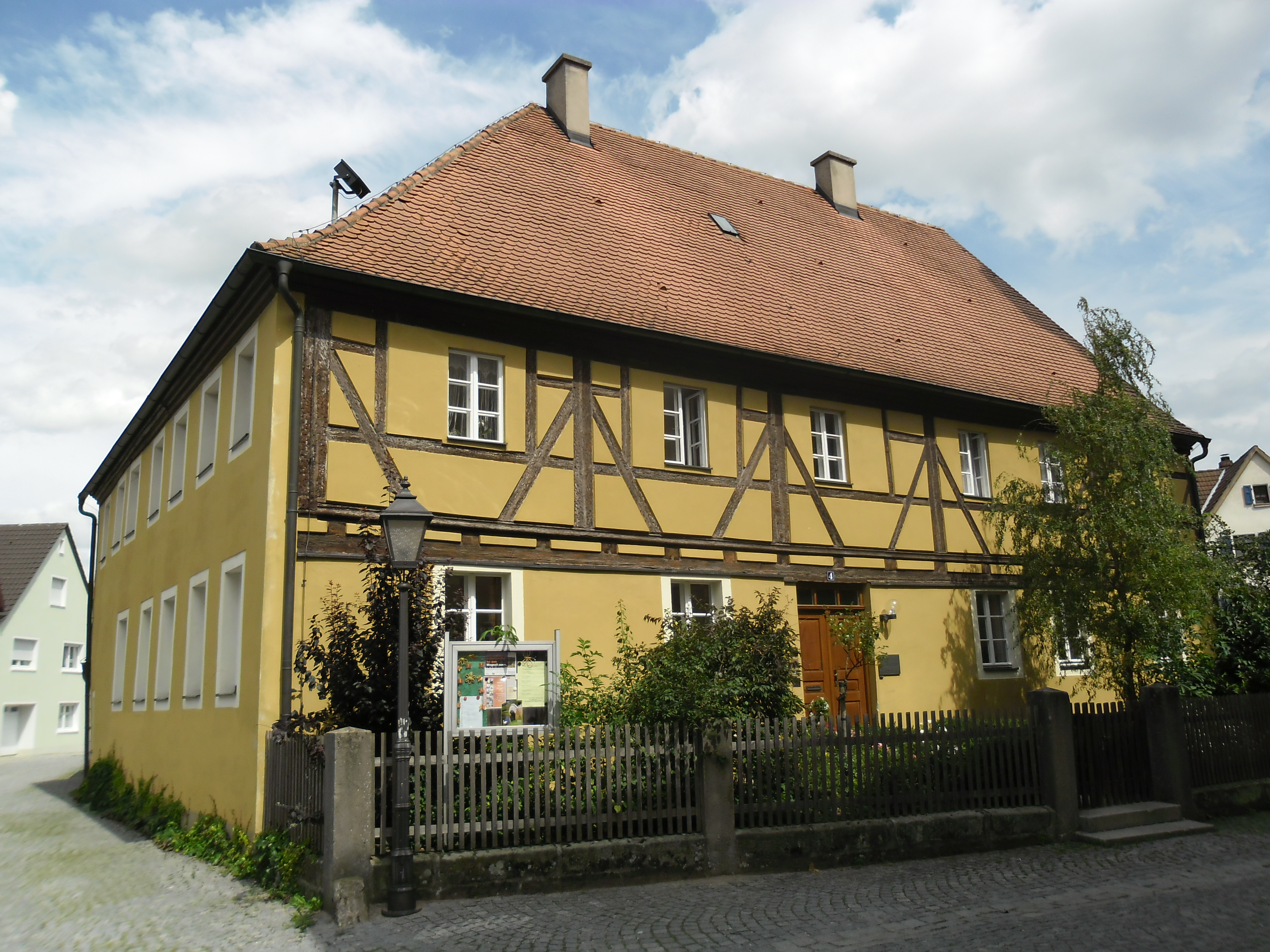
Pfarrhaus in der Kirchgasse 4
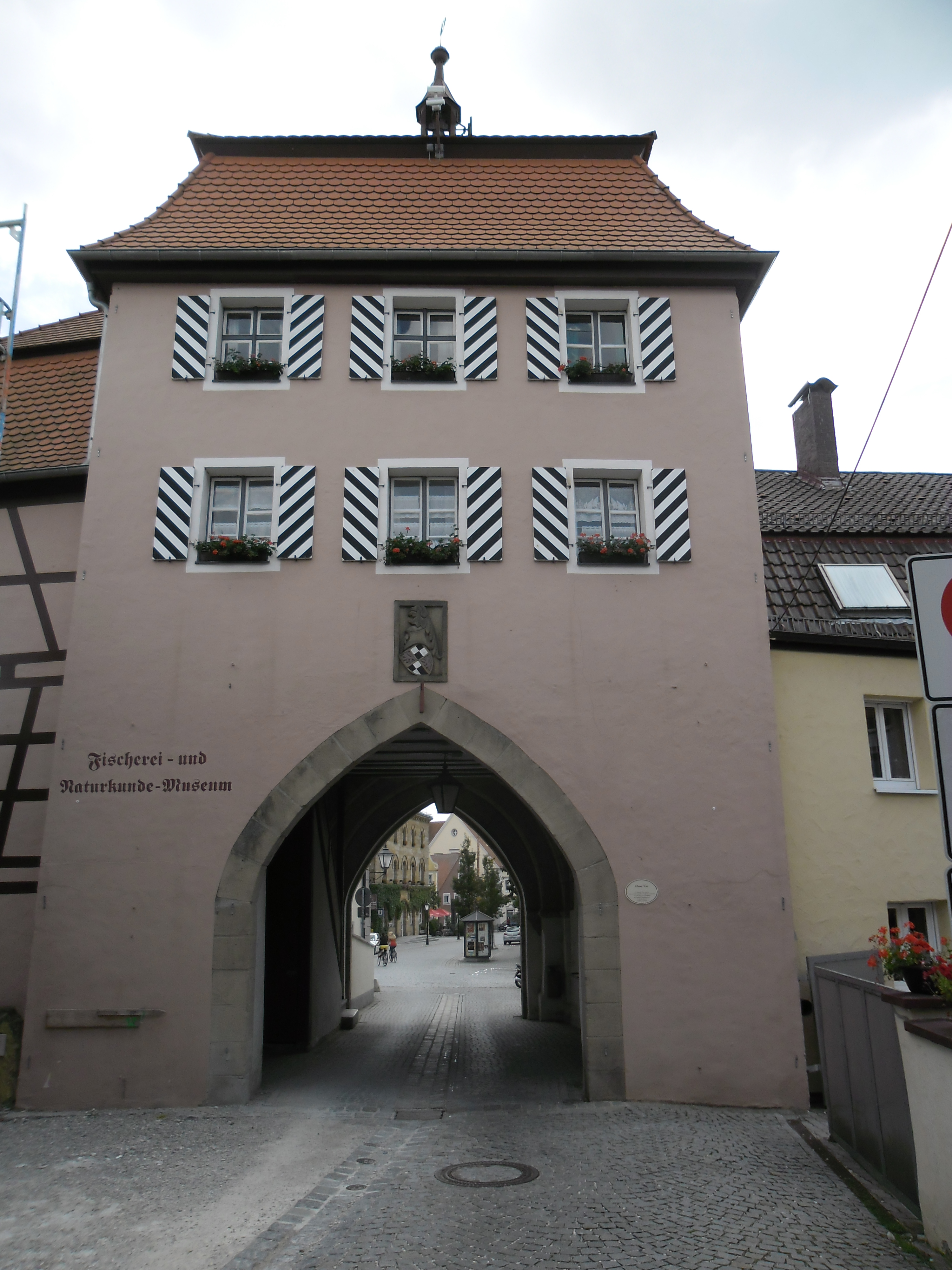
Oberes Tor an der Marktstraße 3
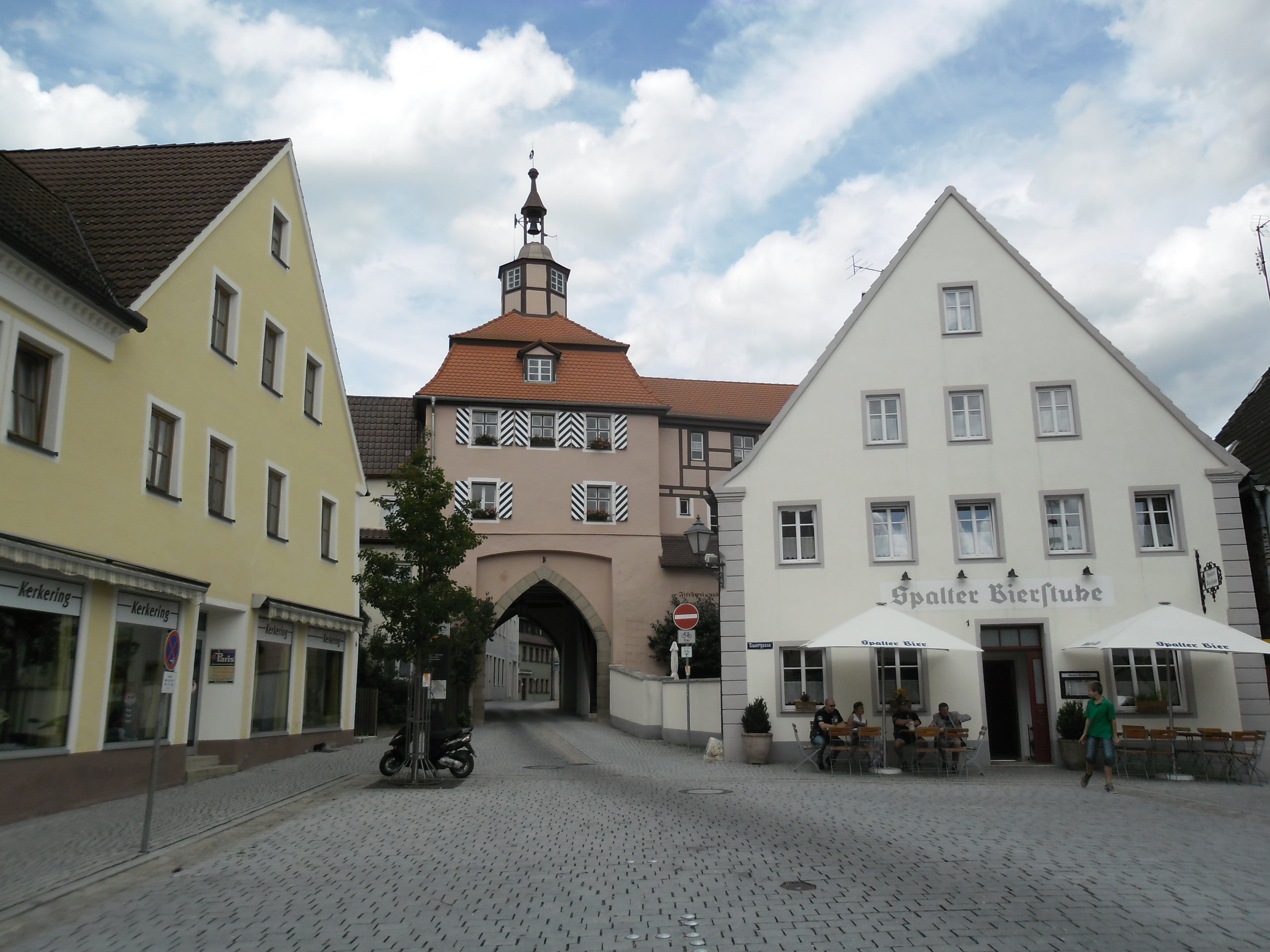
Die Spalter Bierstube beim Stadttor
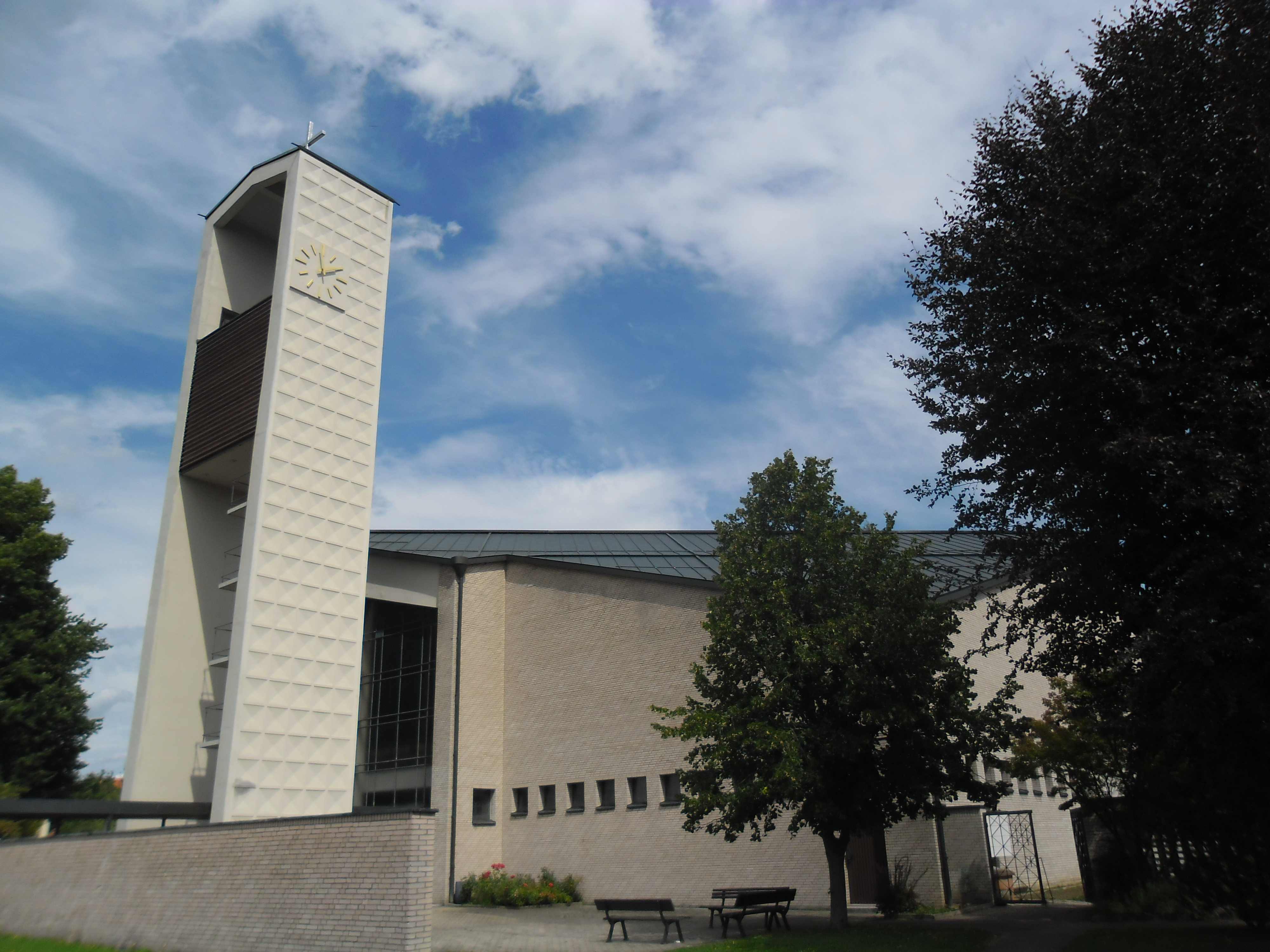
Katholische Heilig-Geist-Kirche
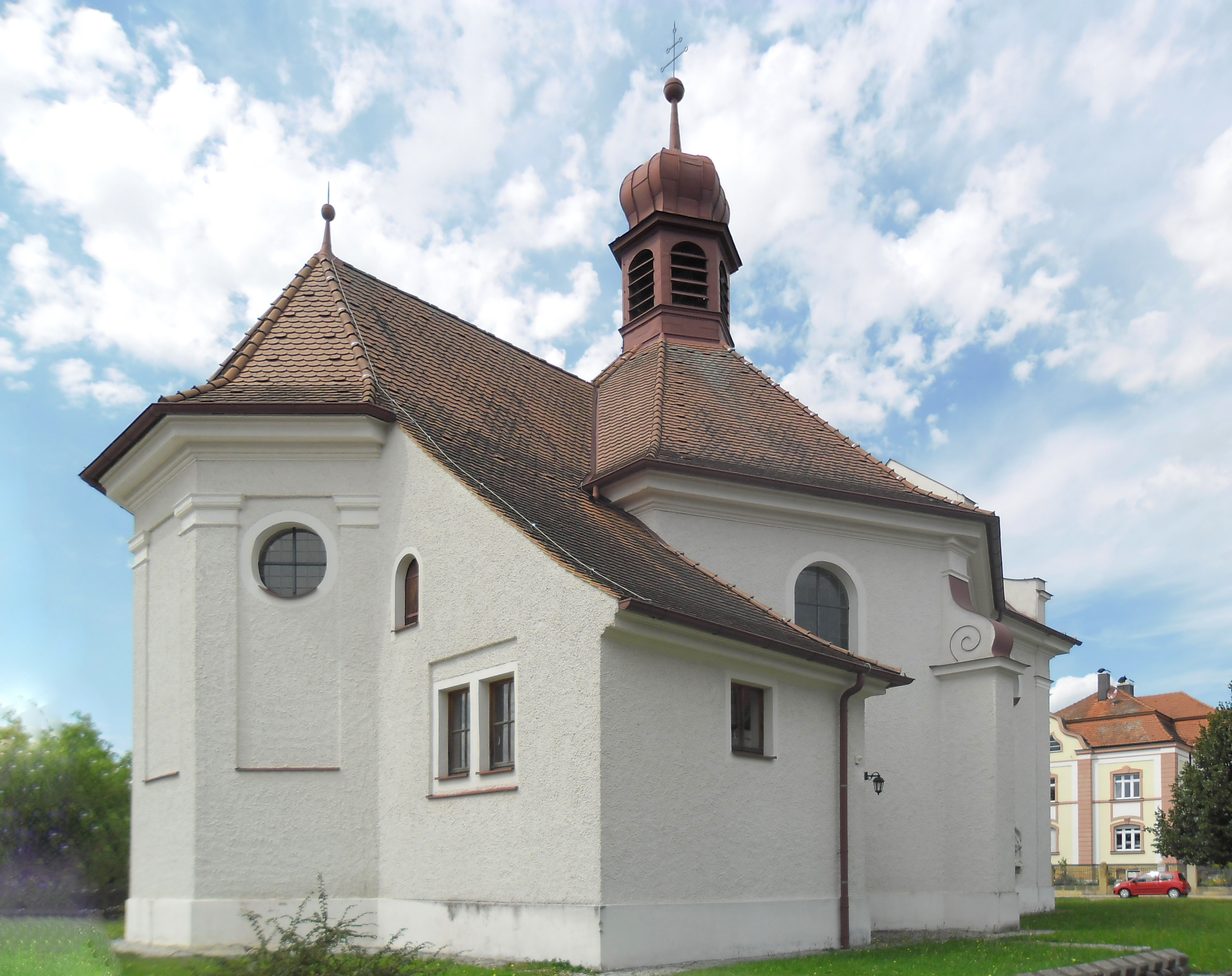
Katholische Walburgakirche
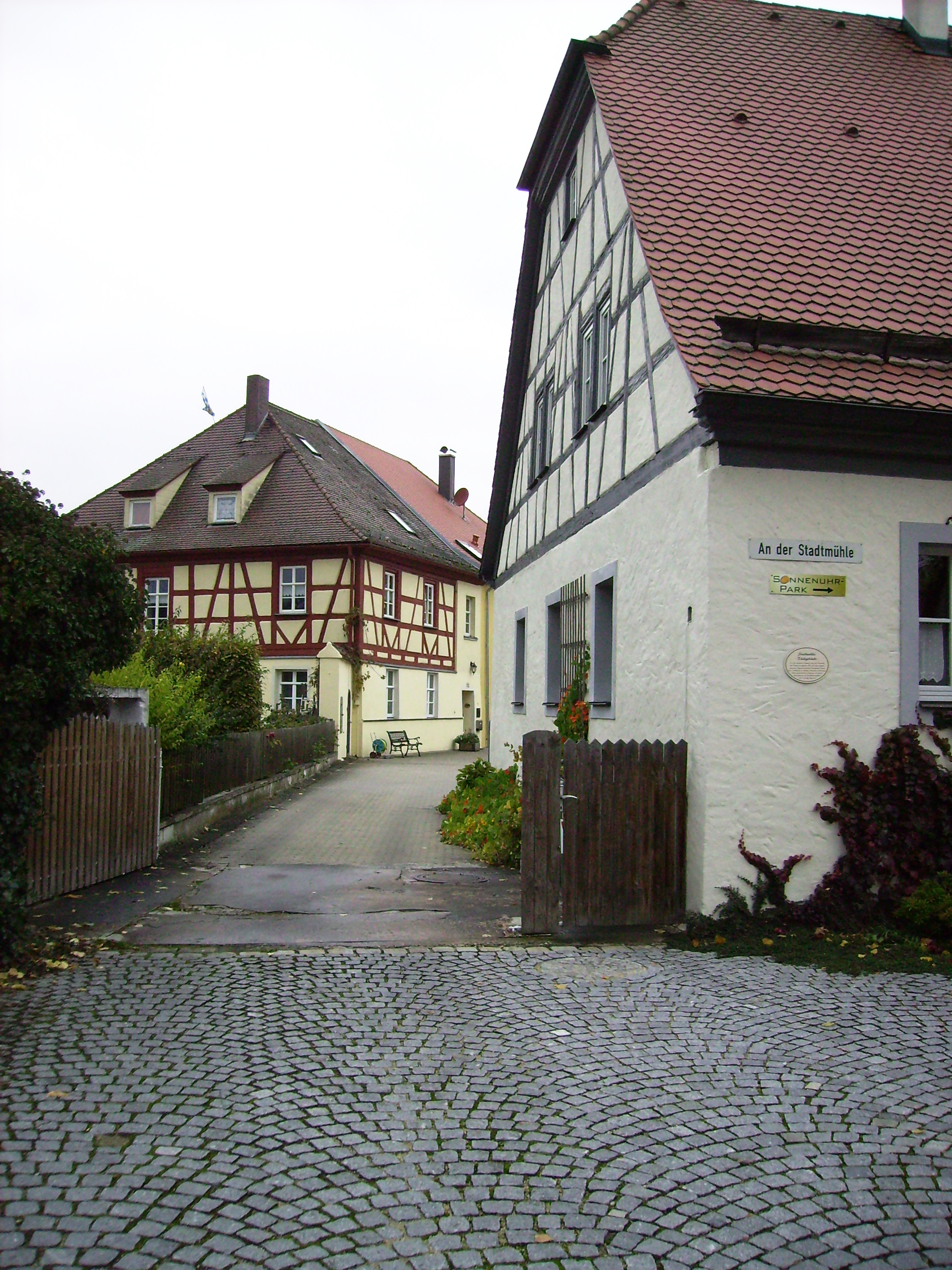
Stadtmühle
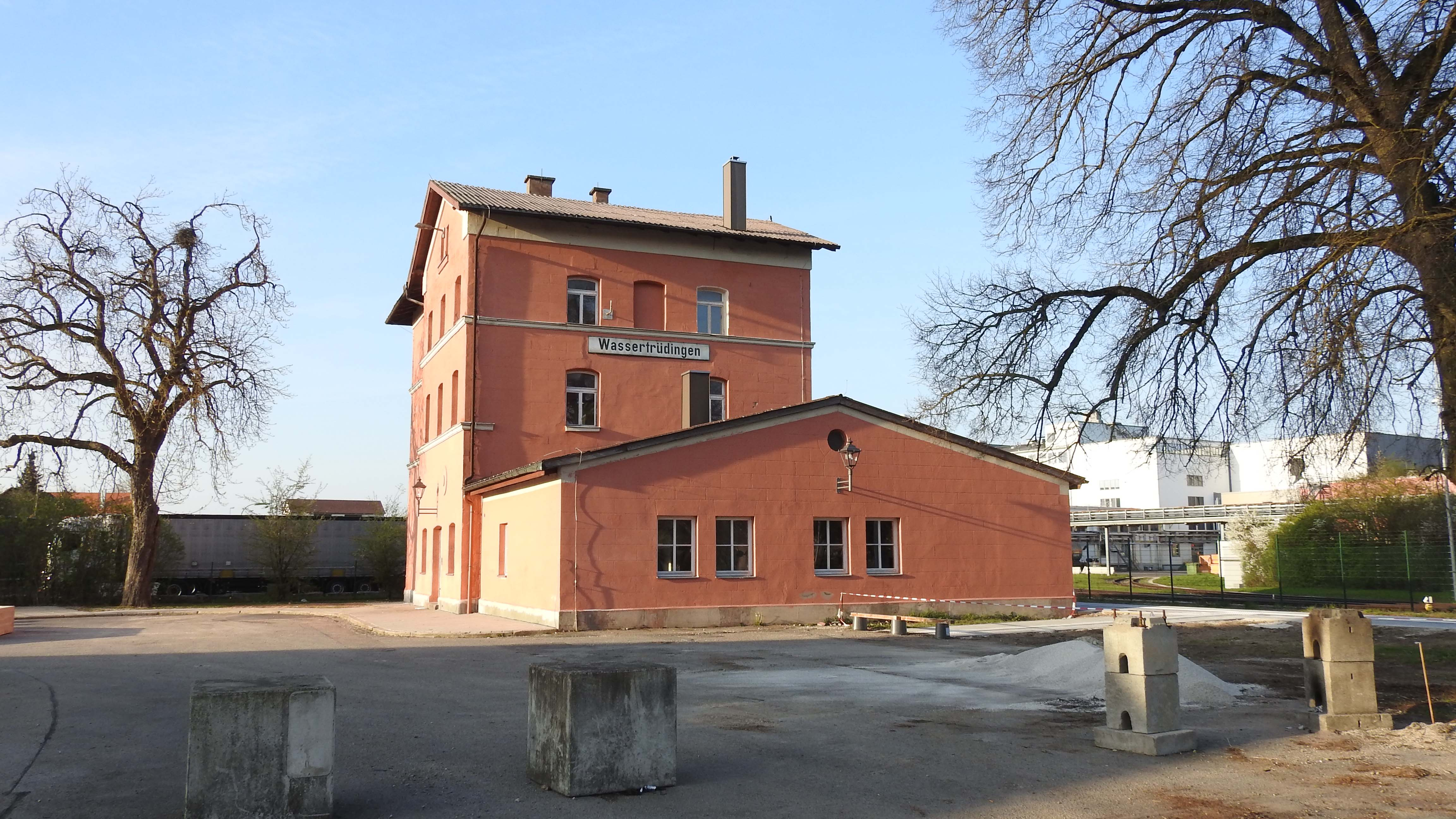
Ehem. Bahnhof

### Museen
- Fischerei- und Naturkundemuseum
- Türmerstube
- Imkereimuseum
- Fluvius-Museum[46]

### Regelmäßige Veranstaltungen
- Wassertrüdinger Volksfest
- „Trüdinger Nußmärtel-Treiben“ (am 10. November)
- internationales Motorradtreffen auf dem Hesselberg (MRC Wassertrüdingen) (am letzten vollen Juni-Wochenende)
- Altstadtfest (am ersten Juli-Wochenende)
- Sonnwendfeuer der Evangelischen Landjugend
- Afrika-Karibik-Fest
- Tough Mudder (Süddeutschland)
- Thailand-Fest (am letzten Juli-Wochenende)

### Landesgartenschau

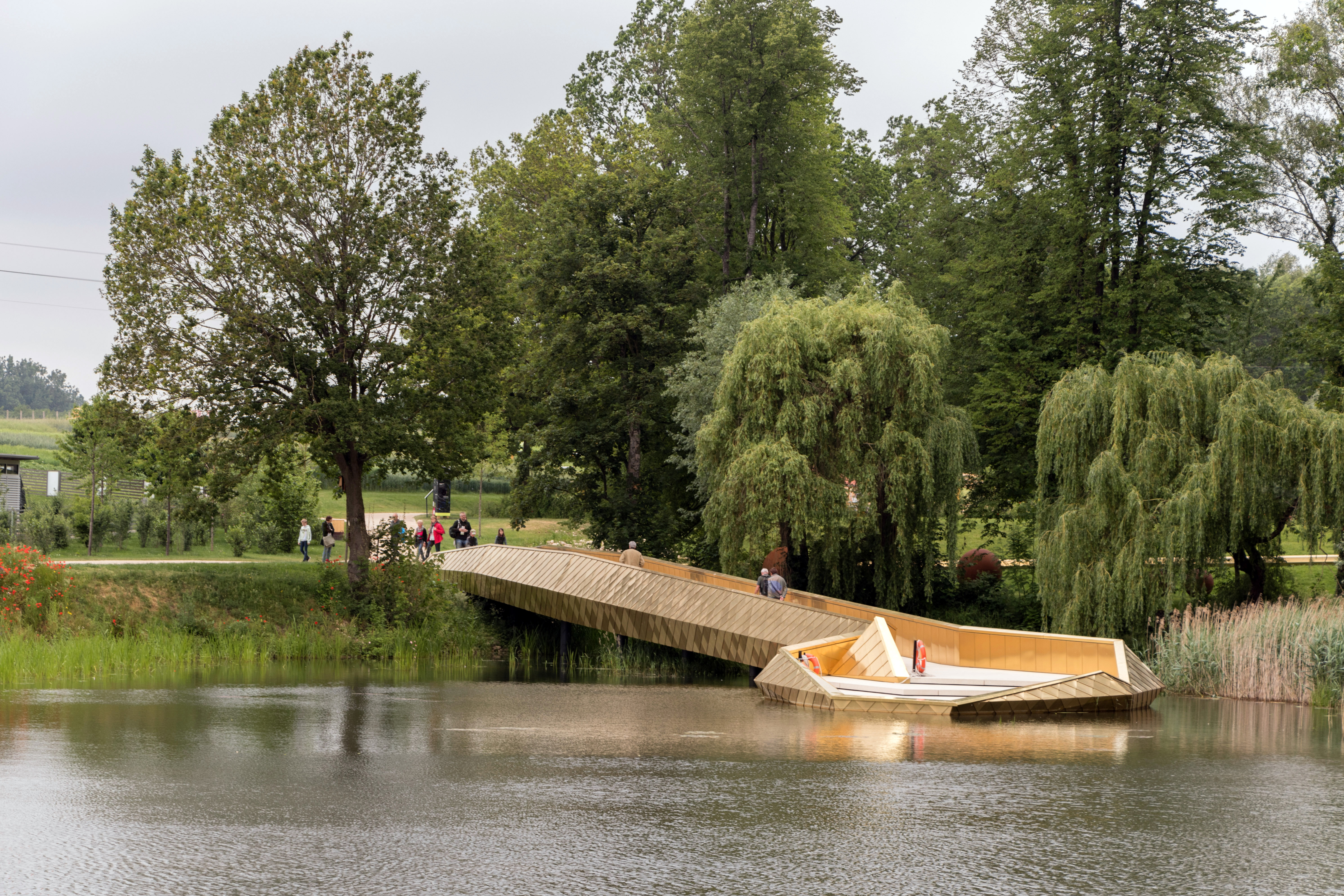
Die „Seerose“

Im Jahr 2019 war Wassertrüdingen vom 24. Mai bis zum 8. September Ausrichter der Kleinen Landesgartenschau Natur in Wassertrüdingen.

## Verkehr

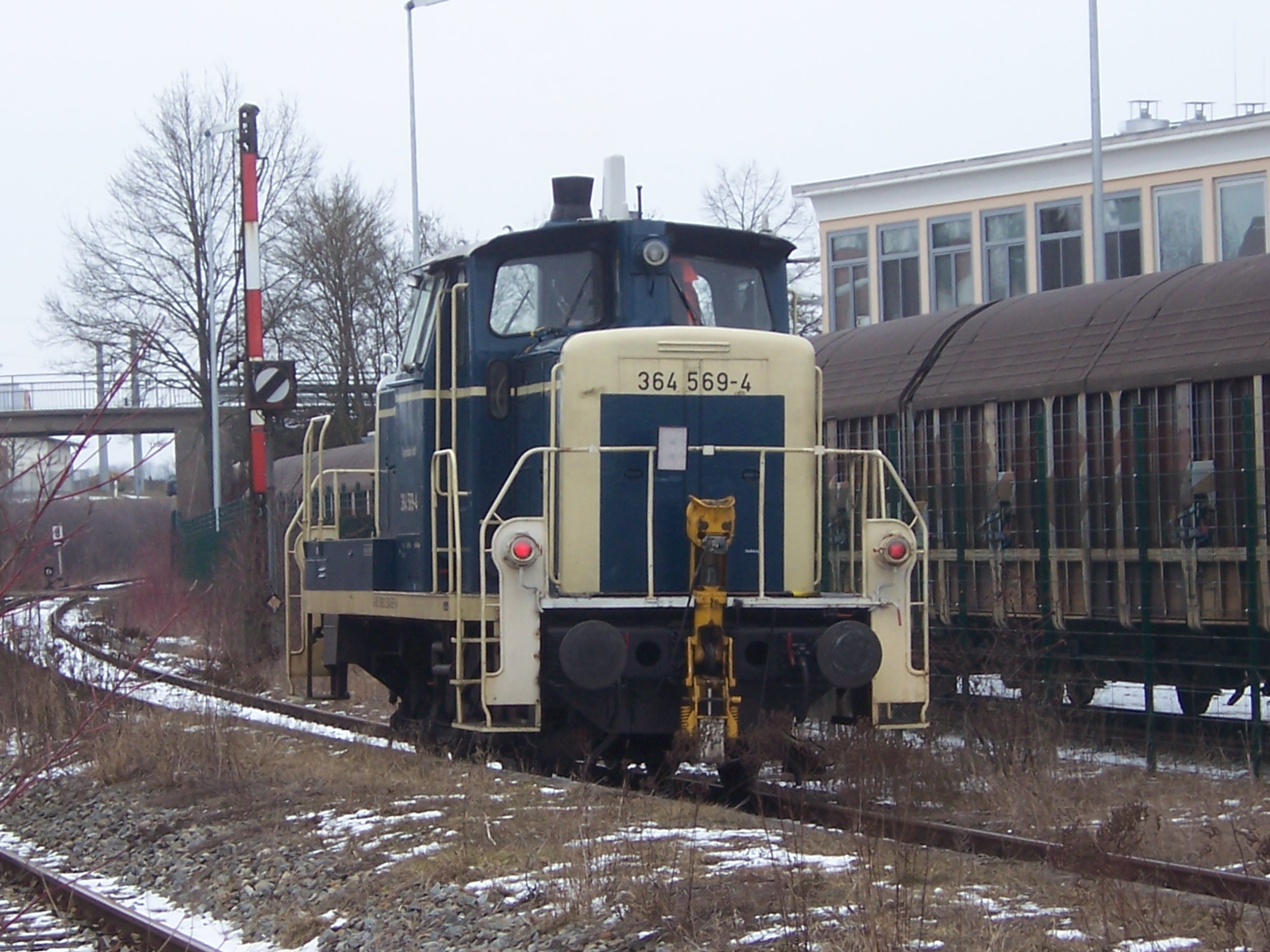
Lokomotive in Wassertrüdingen

Seit 1849 gibt es in Wassertrüdingen eine Bahnstation an der Teilstrecke Nördlingen–Pleinfeld der ehemaligen Ludwig-Süd-Nord-Bahn, die damals Lindau mit Hof verband. 1985 wurde zwischen Nördlingen und Gunzenhausen der Personenverkehr eingestellt. Seit dem 15. Dezember 2024 wird Wassertrüdingen mit einer stündlichen Verbindung nach Pleinfeld über Gunzenhausen wieder im planmäßigen Personenverkehr bedient. Seit einiger Zeit findet auch wieder Güterverkehr statt, den die BayernBahn durchführt. Der Streckenabschnitt zwischen Nördlingen über Wassertrüdingen nach Gunzenhausen wird zudem als Museumsbahn betrieben.
Die Staatsstraße 2221 führt an Unterschwaningen vorbei nach Großenried (16 km nördlich) bzw. nach Auhausen (4 km südlich). Die Staatsstraße 2218 führt nach Gerolfingen (6,5 km westlich) bzw. nach Geilsheim (4 km östlich). Die Staatsstraße 2248 führt nach Lentersheim (4 km nördlich). Die Staatsstraße 2219 verbindet als Umgehungsstraße die St 2218 mit der St 2221. Gemeindeverbindungsstraßen führen nach Schobdach (1 km südöstlich) und nach Opfenried (1,5 km nordwestlich).
Durch Wassertrüdingen führt der Europäische Fernwanderweg E8. Weitere Fernwanderwege sind der Dr.-Fritz-Linnert-Weg und der Theodor-Bauer-Weg.

## Persönlichkeiten

### Söhne und Töchter der Stadt
- Michael Samhammer (1602–1676), Tuchmacher in Wassertrüdingen während des Dreißigjährigen Krieges[51]
- Johann David Steingruber (1702–1787), markgräflicher Baumeister („Landbauinspektor“)
- Julius Conrad von Yelin (1771–1826), Physiker, Mathematiker und Finanzbeamter
- Christian Friedrich Freyer (1794–1885), einer der renommierten Entomologen des 19. Jahrhunderts
- Otto von Beust (1799–1864), königlich-bayerischer Generalmajor
- Georg Caspar Mezger (1801–1874), Pädagoge und Bibliothekar, Direktor des evang. Annagymnasiums in Augsburg
- August von Voit (1801–1870), Architekt
- Leo Vetter (1842–1923), Kaufmann und Bäderpionier
- Albert Hauck (1845–1918), evangelischer Theologe
- Christian Gruber (1858–1906), Lehrer und Geograph
- Hans Kohn (1866–1935), Mediziner und Entdecker der kohnschen Alveolarporen
- Georg Kränzlein (1881–1943), Chemiker und SS-Obersturmbannführer
- Ernst Ittameier (1893–1948), Erster Bürgermeister (NSDAP)
- Konrad Fries (1898–1983), Verwaltungsjurist und Beigeordneter in Nürnberg
- Ulrich Enzensberger (* 1944), deutscher Schriftsteller
- Werner Färber (1957–2021), deutscher Kinderbuchautor
- Bruno Walter (* 1961), Politiker
- Klaus Schlicker (* 1967), evangelisch-lutherischer Theologe
- Johannes Seidlitz (* 1990), deutscher Autorennfahrer

### Personen, die mit der Stadt in Verbindung standen oder stehen
- Siegfried von Truhendingen (1146–1150), Bischof von Würzburg